# Белл, Эмма
Э́мма Джин Белл (англ. Emma Jean Bell; род. 17 декабря 1986, Вудстаун, Нью-Джерси) — американская актриса, известная по фильмам «Замёрзшие» и «Пункт назначения 5», а также по ролям Эми в первом сезоне сериала AMC «Ходячие мертвецы» и Эммы Джудит Райланд Браун в сериале TNT «Даллас».

## Жизнь и карьера
Эмма Белл наиболее известна по роли Паркер О’Нил, главной героини фильма 2010 года «Замёрзшие». Также она сыграла главную женскую роль в фильме «Пункт назначения 5» в 2011 году, а также снялась в нескольких независимых фильмах.
На телевидении, Белл, сыграла роль Эми, младшей сестры героини Лори Холден, в первом сезоне сериала «Ходячие мертвецы» в 2010 году. Ранее она появилась в эпизодах таких сериалов как «Закон и порядок: Специальный корпус», «Сверхъестественное» и «Говорящая с призраками».
В сентябре 2012 года Эмма Белл получила постоянную роль Эммы Джудит Райланд Браун, дочери Энн Юинг (Бренда Стронг), во втором сезоне телесериала «Даллас». Сериал был закрыт в 2014 году, после трёх сезонов из-за спада рейтингов.
С 6 октября 2018 года Белл замужем за актёром Кэмроном Робертсоном, с которым она встречалась четыре года до свадьбы. У супругов две дочери: Файффер Белл Робертсон (род. 28 октября 2020) и Ривер Белл Робертсон (род. 18 июня 2024).

## Фильмография

### Фильмы
| Год  | Название на русском     | Название на английском | Роль            | Примечания             |
| ---- | ----------------------- | ---------------------- | --------------- | ---------------------- |
| 2007 | Грейси                  | Gracie                 | Кейт Дорсет     |                        |
| 2007 | Нью-Йоркская серенада   | New York City Serenade | Мелинда         |                        |
| 2007 | Услуга                  | The Favor              | Дженни          |                        |
| 2008 | Смерть в любви          | Death in Love          | Молодая девушка |                        |
| 2010 | Замёрзшие               | Frozen                 | Паркер О’Нил    |                        |
| 2010 | Электра Люкс            | Elektra Luxx           | Элинор Линбрук  |                        |
| 2010 | Топор 2                 | Hatchet II             | Паркер О’Нил    | Камео                  |
| 2011 | Новый роман             | New Romance            | Эмма            | Короткометражный фильм |
| 2011 | Пункт назначения 5      | Final Destination 5    | Молли Харпер    |                        |
| 2013 | Биполярно               | Bipolar                | Анна            |                        |
| 2013 | Жизнь наизнанку         | Life Inside Out        | Кира            |                        |
| 2014 | До встречи в Валльхалле | See You in Valhalla    | Фэй             |                        |

### Телевидение
| Год        | Название на русском                 | Название на английском            | Роль                      | Примечания                   |
| ---------- | ----------------------------------- | --------------------------------- | ------------------------- | ---------------------------- |
| 2004       | Третья смена                        | Third Watch                       | Памела Стюарт             | 1 эпизод                     |
| 2004       | Закон и порядок: Специальный корпус | Law & Order: Special Victims Unit | Элиссон Лухан             | 1 эпизод                     |
| 2006       | Дневники Бедфорда                   | The Bedford Diaries               | Рэйчел Фейн               | 5 эпизодов                   |
| 2007       | Закон и порядок                     | Law & Order                       | Кирстен Пэйли             | 1 эпизод                     |
| 2009       | Говорящая с призраками              | Ghost Whisperer                   | Паула Хэтэуэй             | 1 эпизод                     |
| 2009       | Кукольный дом                       | Dollhouse                         | Танго                     | 1 эпизод                     |
| 2009       | Сверхъестественное                  | Supernatural                      | Линдси                    | 1 эпизод                     |
| 2010, 2012 | Ходячие мертвецы                    | The Walking Dead                  | Эми                       | 6 эпизодов                   |
| 2011       | Реконструкция                       | Reconstruction                    |                           | Пилот                        |
| 2011       | C.S.I.: Место преступления Майами   | CSI: Miami                        | Дженнифер Олсен           | 1 эпизод                     |
| 2012       | Полуночное солнце                   | Midnight Sun                      | Рори Хэрринг              | Пилот                        |
| 2012       | Стрела                              | Arrow                             | Эмили Носенти             | Эпизод: «Honor Thy Father»   |
| 2013—2014  | Даллас                              | Dallas                            | Эмма Джудит Райланд Браун | Регулярная роль, 30 эпизодов |
| 2016       | Американская история ужасов: Роанок | American Horror Story: Roanoke    | Трейси Логан              | Эпизод: «Chapter 10»         |
| 2018       | Люцифер                             | Lucifer                           | Мия Хитнер                | 1 эпизод                     |